# Frères Muller
Pour les articles homonymes, voir Müller.
Les frères Muller, fondateurs de la verrerie Muller Frères à Lunéville, sont des verriers d'art français des époques art nouveau et art Déco. La famille comprend neuf frères et une sœur. Ils seront tous formés aux métiers du travail du verre. Les plus connus sont Eugène Muller (1883-1914), Désiré Muller (1877-1952) et Henri Muller (1868-1936).

## Biographie
Si plusieurs ouvrages avancent que les frères Muller, originaires de Kalhausen (Moselle), s'installent à Lunéville en 1870, les recherches récentes ont permis d'établir que les frères aînés de cette famille quittent la Moselle pour Nancy dans un but bien précis : ils sont recrutés en 1894 par Émile Gallé. En effet, le maître verrier nancéien modifie sa stratégie de fabrication et rompt ses liens commerciaux avec la verrerie de Meisenthal en 1894.
Cette même année, Émile Gallé fait construire ses propres fours verriers à Nancy et recrute des ouvriers : les frères ainés de la famille Muller, Emile, Henri et Désiré sont alors embauchés par Gallé en tant que commis ou graveurs-décorateurs sur verre.
Les frères aînés de la famille Muller ont été formés au travail du verre à la cristallerie de Saint Louis et à la verrerie de Meisenthal au côté de Désiré Christian.
En 1897, Henri Muller quitte Émile Gallé, emportant peut-être avec lui des secrets de fabrication. Il entreprend une association avec la verrerie de Croismare. Sa production est en concurrence directe avec celles de Gallé et de la manufacture Daum.
Henri Hirsch, collectionneur et ami d'Émile Gallé, adresse en 1899 un courrier au maître verrier dans lequel il relate avoir confondu des verreries signées Muller à Croismare avec les siennes. Gallé, qui garde vraisemblablement contre les Muller une rancune tenace, répond à Henri Hirsch : « Le misérable qui mène la bande a dû prendre dans mes livres une masse de notes et de même mes recettes, pourtant sous clef. »

## Mouvement art nouveau
À l'époque, les verres sont soufflés à Croismare, dans la verrerie dite Gobeleterie Hinzelin. Une deuxième verrerie est établie à Lunéville même en 1910. Les deux manufactures se spécialisent dans la verrerie d'art. De nombreuses pièces en sortent, de belle qualité technique et très proches de celles produites dans l'usine de Gallé à Nancy : vases, lampes et bibelots typiquement art nouveau.
La production est le plus souvent en verre multicouche,, taillée à la roue ou gravée à l'acide fluorhydrique avec des représentations naturalistes. Les plus belles pièces sont terminées par polissage au feu afin de leur donner une belle brillance.
De 1905 à 1908, Désiré et Eugène Muller sont recrutés par Léon Ledru, directeur de l'atelier de décoration des cristalleries du Val-Saint-Lambert à Seraing en Belgique. Leur travail consiste à créer une série de verreries décoratives de style art nouveau et école de Nancy.

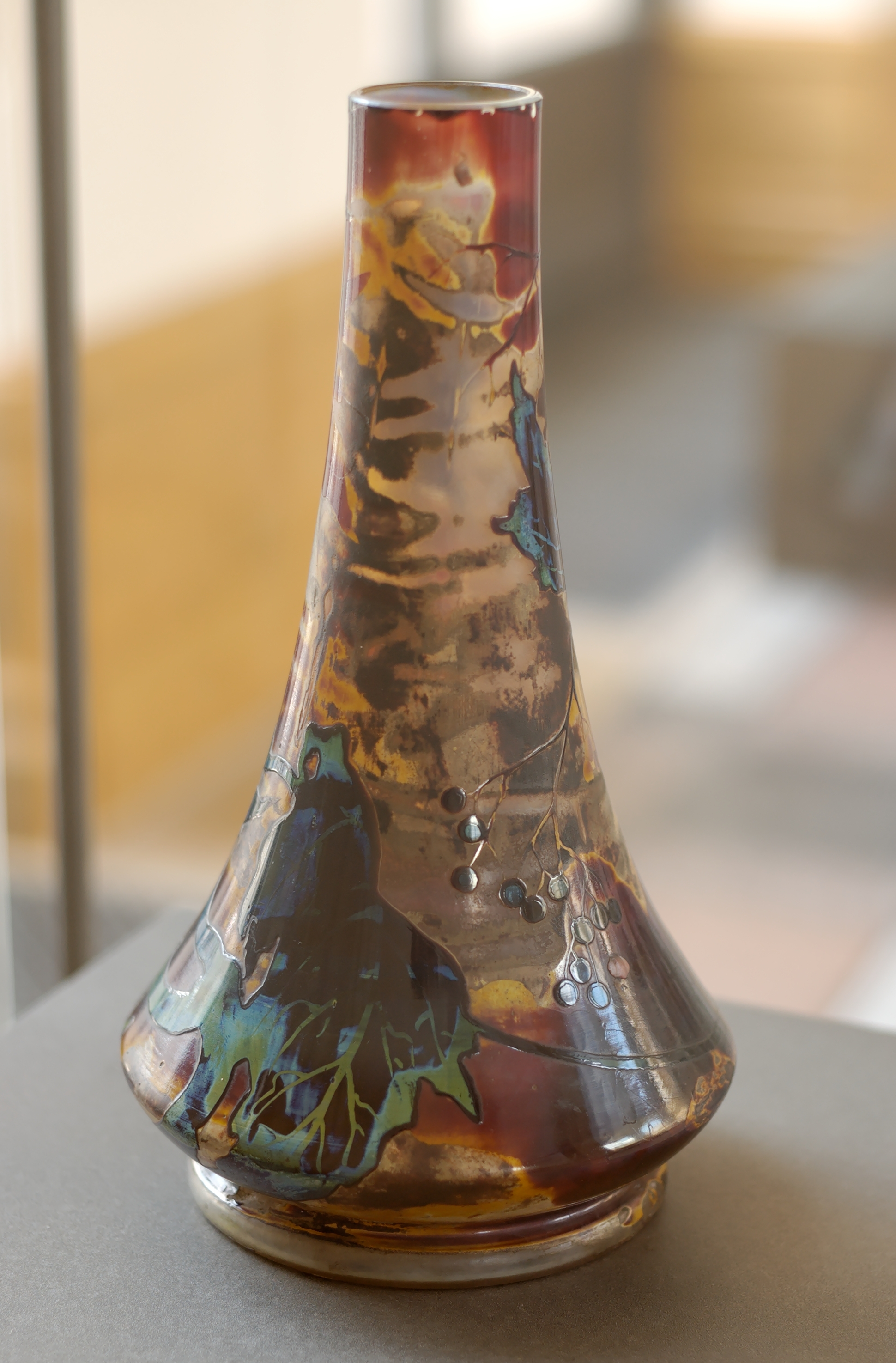
Vase Les Baies, Paris, Petit Palais.
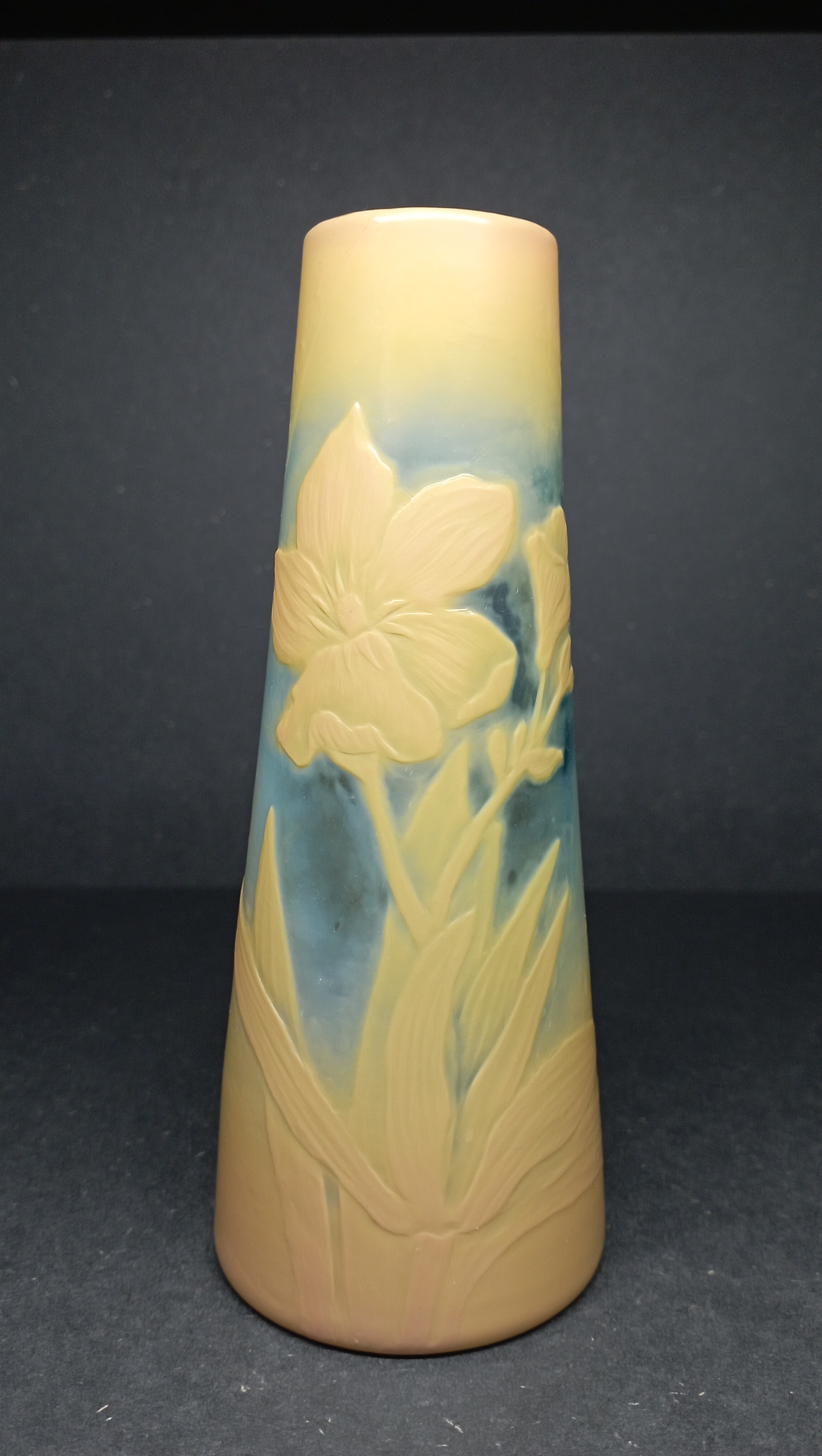
Vase en verre multicouche, décor gravé à l'acide et à la roue, signé Muller Croismare, vers 1900.
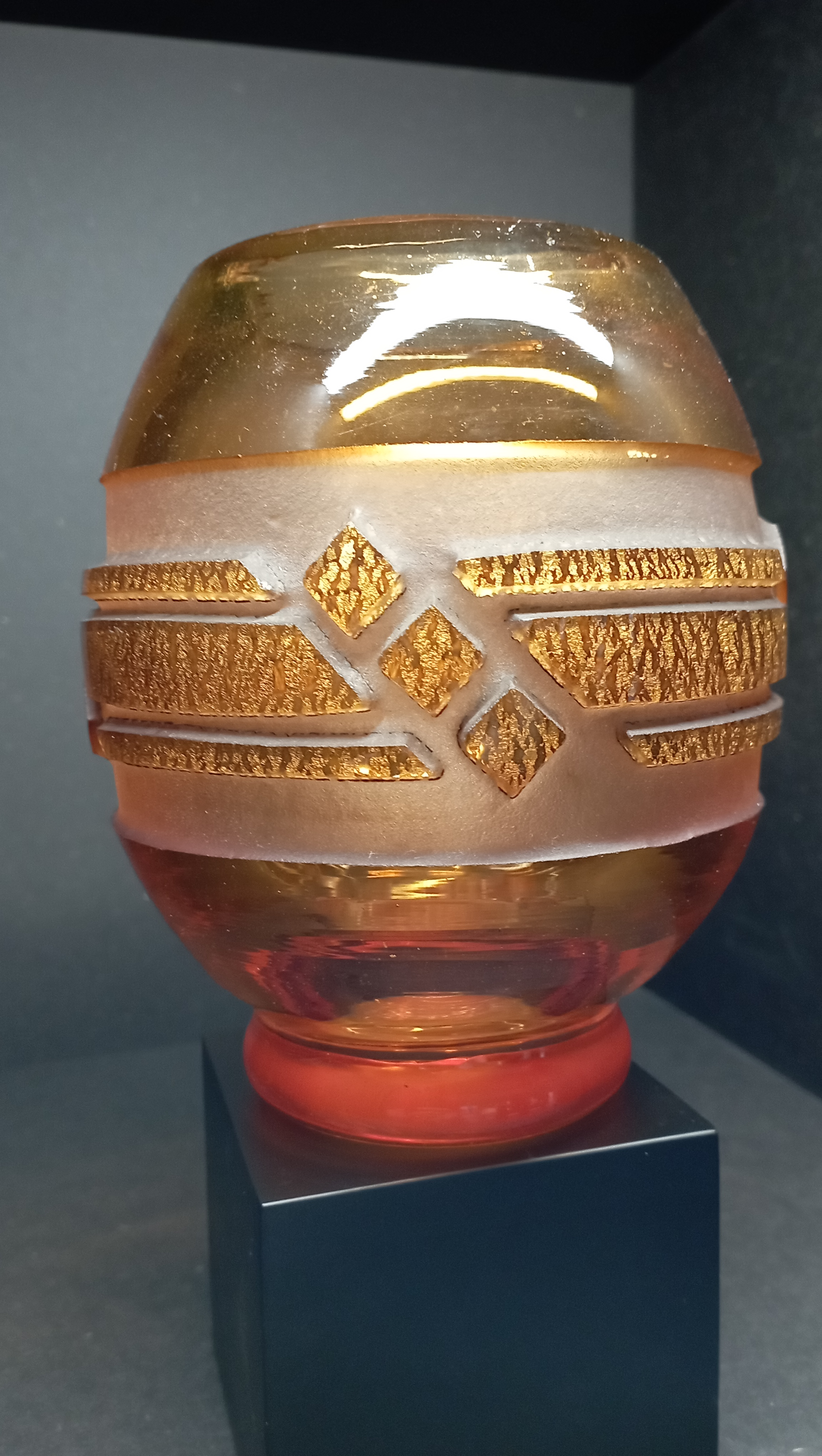
Vase en verre multicouche, feuilles métalliques intercalaires, gravé au jet de sable, signé Muller Frères Lunéville, vers 1930.
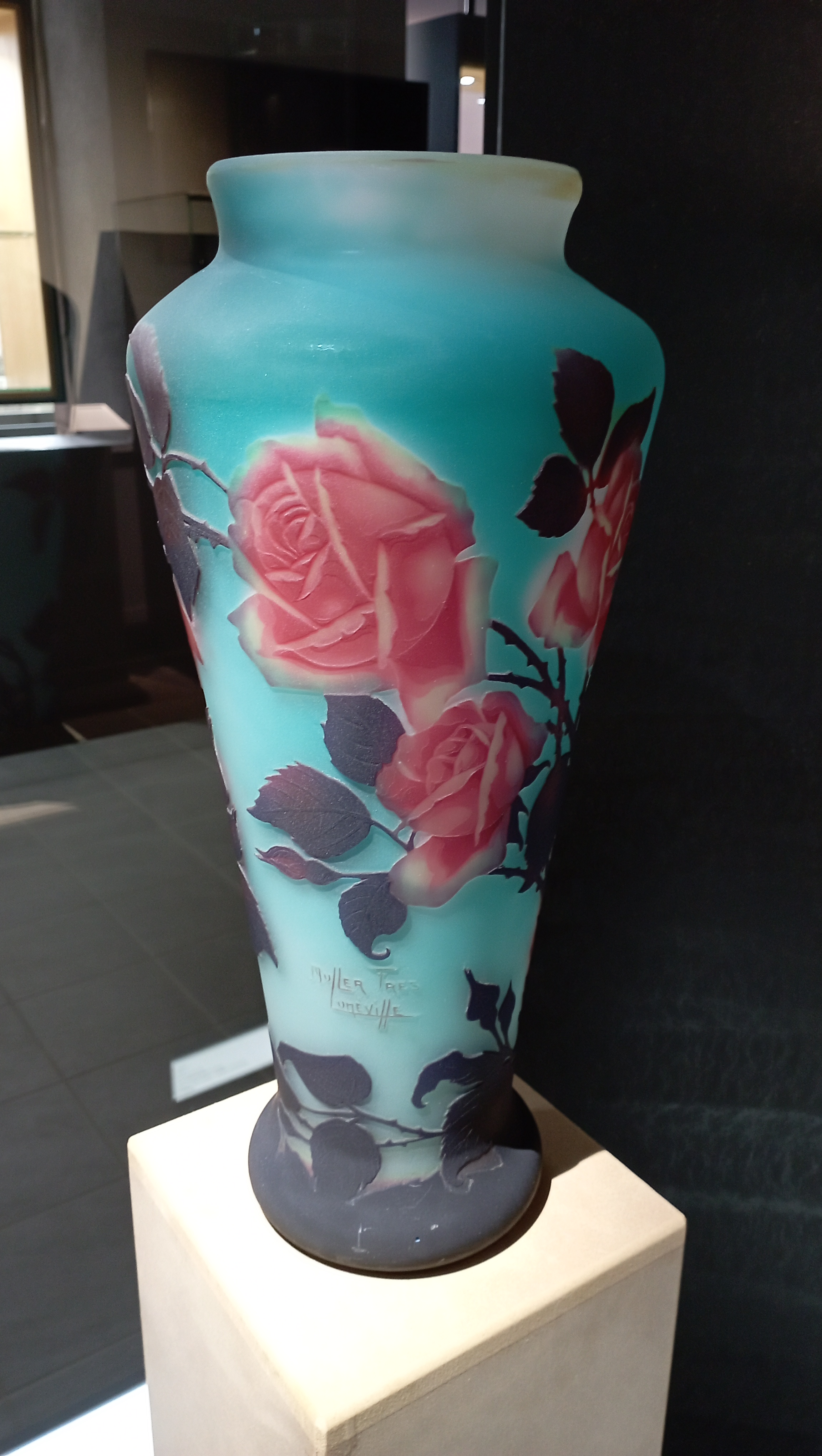
Vase en verre multicouche, décor de rosier gravé à l'acide, signé Muller Fres Lunéville, vers 1925.

## Mouvement art déco
Après la guerre de 14-18, la société Muller devient prospère et l'usine emploie jusqu'à trois cents personnes. La production évolue par la suite vers le style art déco créant, dans les années 1920, de nombreux plafonniers en verre marmoréen (verre de plusieurs couleurs, les pigments étant incorporés) ou des pièces en verre moulé, les montures étant en laiton, bronze ou fer forgé.
Garnitures de toilette, vaporisateurs et flacons à parfum sont également fabriqués en grand nombre à cette époque.
En parallèle de cette production industrielle, des verreries artistiques sont toujours réalisées.
À la suite de la grande crise, l'entreprise Muller fait faillite en 1933 et l'usine de Croismare, qui a été rachetée par Daum, ferme à la fin de 1934.
Dans les années 1950, elle est transformée en centre d'apprentissage de la verrerie.

## Signatures
Les pièces sont signées de plusieurs façons :
- « Muller Croismare », pour les pièces produites dans la verrerie Hinzelin (avant 1914) ;
- « Muller Frères Lunéville » (à partir de 1919) ;
- « Muller Fres », « Muller Fres Lunéville » (des pièces authentiques portent bien cette signature, mais la raison de cette variante n'est pas connue).

Les lustres signés « GV de Croismare » (signifiant « grande verrerie de Croismare ») correspondent à des pièces également produites par les frères Muller, vraisemblablement dans les années 1910-1920.
Il convient d'être vigilant car, depuis les années 1990, de nombreuses contrefaçons circulent sur le marché, reprenant plus ou moins les véritables signatures,.

## Postérité

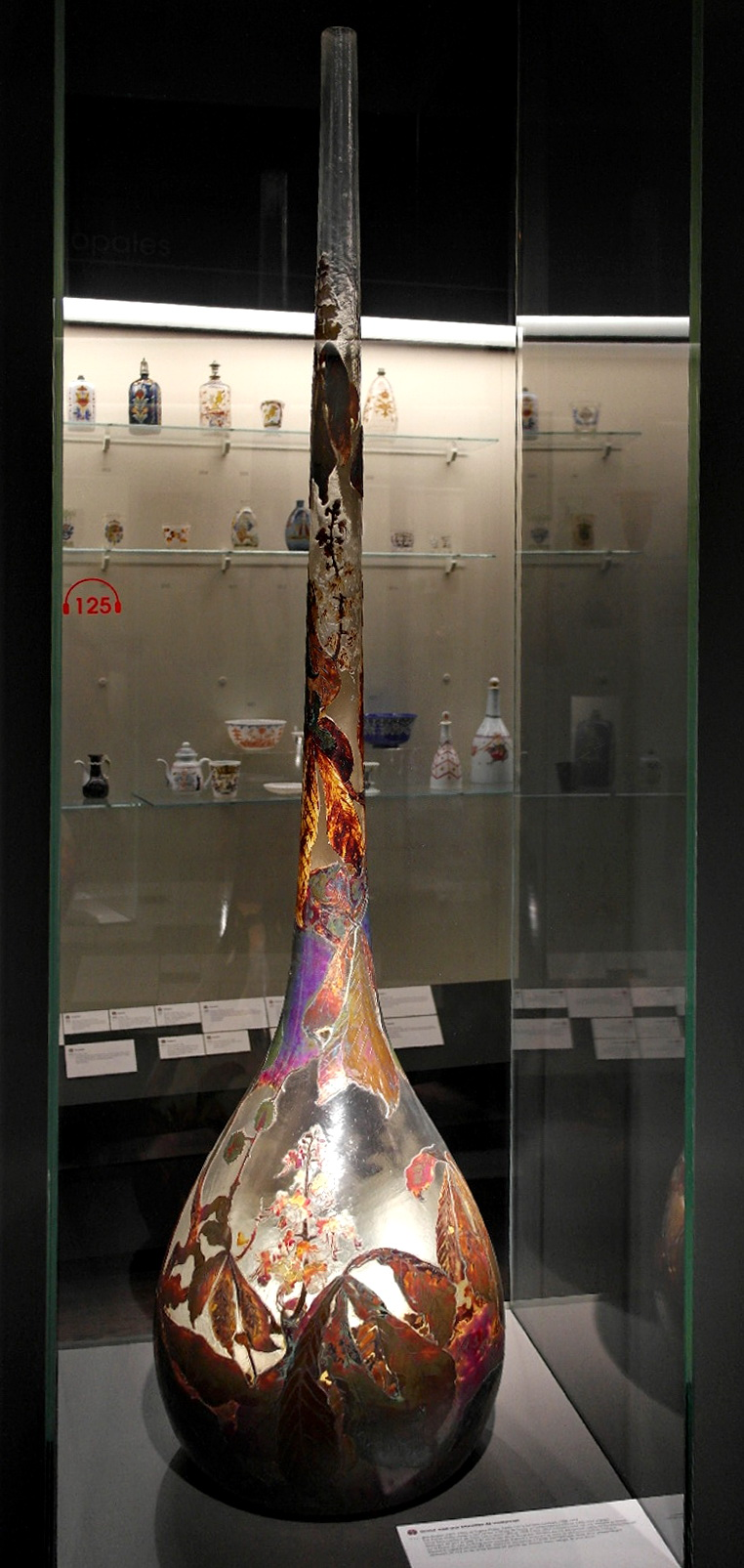
Vase géant aux branches de marronnier, Grand Curtius, Liège (Belgique).

Les verreries d'art des frères Muller demeurent rares dans les collections muséales.
- Le musée de l'École de Nancy conserve une collection importante de verreries réalisées par les frères Muller à l'époque de l'art nouveau. Ces verreries ont été réunies par Eugène Corbin. Celui-ci avait constitué dès les années 1900 une très importante collection d'œuvres réalisées par les artistes de la région de Nancy, et il a fait don de sa collection à la ville de Nancy afin que soit créé un musée de l'École de Nancy.
- Le Museum Kunstpalast de Düsseldorf, en Allemagne, conserve également des exemples de verreries art nouveau réalisées par les frères Muller, issues notamment de la collection du professeur Helmut Hentrich et de la collection Gerda Koepff.
- Le musée du Petit Palais à Paris comprend dans ses collections des verreries d'art réalisées par les frères Muller ; celles-ci proviennent de la collection de Louis Corbin.
- Le Chrysler Museum of Art de Norfolk, aux États-Unis, rassemble des verreries des frères Muller d'époque art nouveau et art déco.
- Les musées royaux des Beaux-Arts de Belgique à Bruxelles présentent un ensemble de verreries réalisées par Désiré et Eugène Muller entre 1905 et 1908 à la cristallerie du Val-Saint-Lambert. Ces verreries faisaient partie de la collection du baron et de la baronne Gillon-Crowet.
- Le musée de Liège, en Belgique, présente en particulier un vase géant aux branches de marronnier, réalisé par Désiré et Eugène Muller entre 1906 et 1908 à la cristallerie du Val-Saint-Lambert[14].

## Expositions
- Exposition de la cristallerie et de la verrerie, 1910, musée Galliera (Petit Palais)
- « Verrerie Art Nouveau. L'exemple des Frères Muller », 2007, musée de l'École de Nancy, Nancy[15]
- « Flacons du XIXe au XXIe siècle », 6 avril - 27 novembre 2022, La Halle du Verre, Claret[10]